# COOPTROL

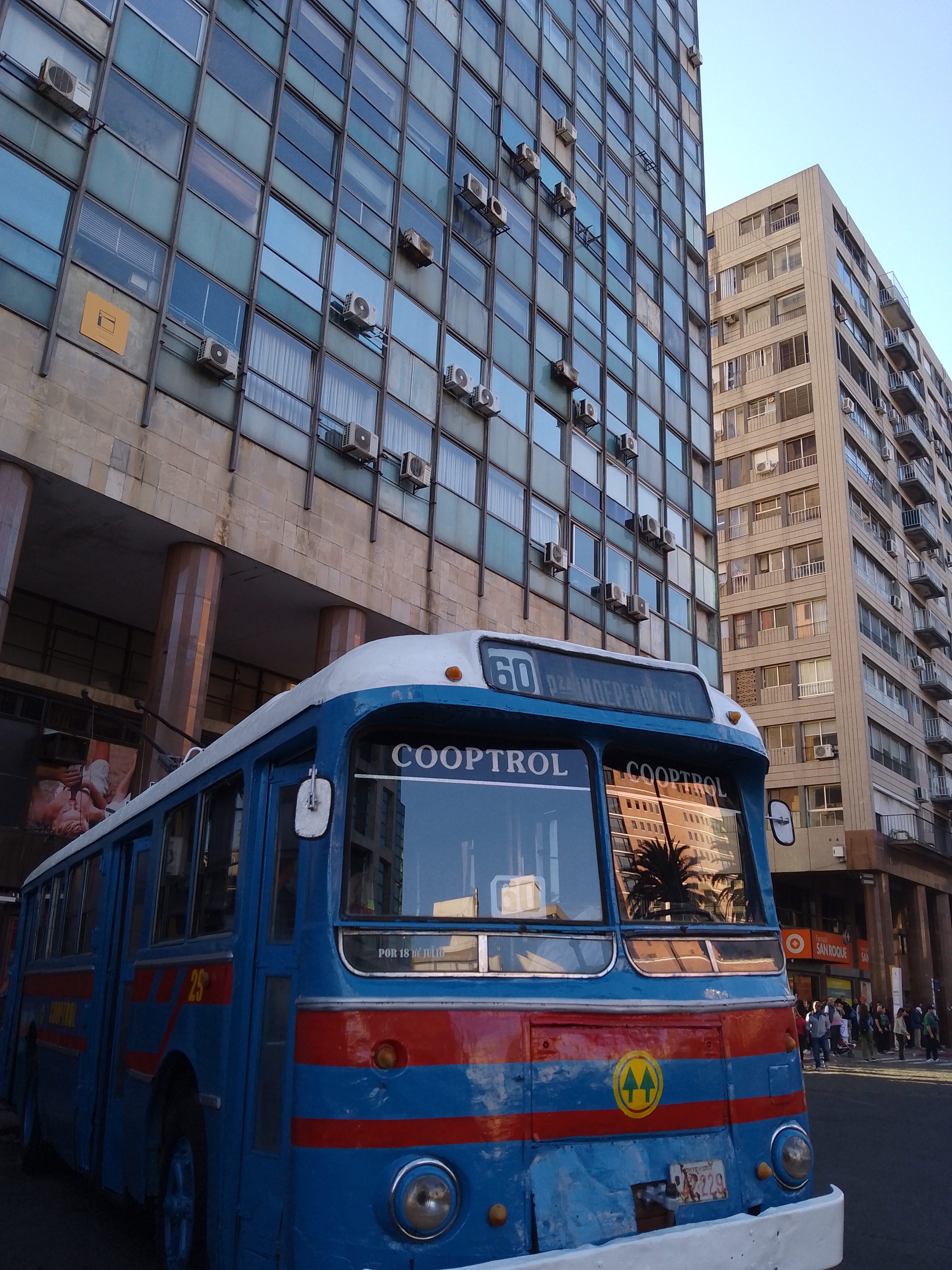
Histórico trolebús Ansaldo con sus colores originales, preservado por la Asociación Montevideana de Entusiastas del Transporte.

La Cooperativa de Trolebuses, más conocida por su sigla Cooptrol, fue una cooperativa de transporte, encargada de la operación del Sistema de trolebuses de Montevideo.

## Origen

### Antecedentes
Debido a la situación deficitaria de la Administración Municipal de Transporte, en 1967 la Intendencia Municipal de Montevideo decide realizar una intervención con el fin de reorganizarla y superar las dificultades en las que se encontraba. Dicha intervención comenzó a acelerar la intención del gobierno departamental de disolver dicho ente, entregándole la gestión de la misma a sus empleados. 
En el año 1973,  trabajadores cooperativistas del ente municipal deciden elevar una carta a la Junta de Vecinos de Montevideo planteando  que las cooperativas obreras pudieran hacerse cargo de la administración y explotación de las líneas y estaciones de transporte multimodal de AMDET. Dicha carta fue acompañada de un plan experimental de un año, en el cual el ente municipal quedaría como propietario de los coches, bienes e inmuebles, para una vez demostrada la eficacia de estas cooperativas, procederse a la venta de los bienes a las mismas.
Estas intenciones finalmente son concertadas al año siguiente, en 1974 con la aprobación de la Resolución n.º 37.588 de la Intendencia Municipal de Montevideo

#### Fundación

En 1975 empleados de la Administración Municipal de Transporte conforman la Cooperativa de Trolebuses, la cual el 14 de octubre de 1975, mediante resolución 61.431 de la Gobierno de Montevideo recibe la concesión por un total de diez años para explotar y operar de todas las líneas de trolebuses, otorgándoles las unidades y el uso parcial de la Estación Buceo, ubicada en la Avenida Rivera.
Finalmente, el 25 de octubre de ese mismo año, la cooperativa comienza a brindar sus servicios de transporte.

## Flota

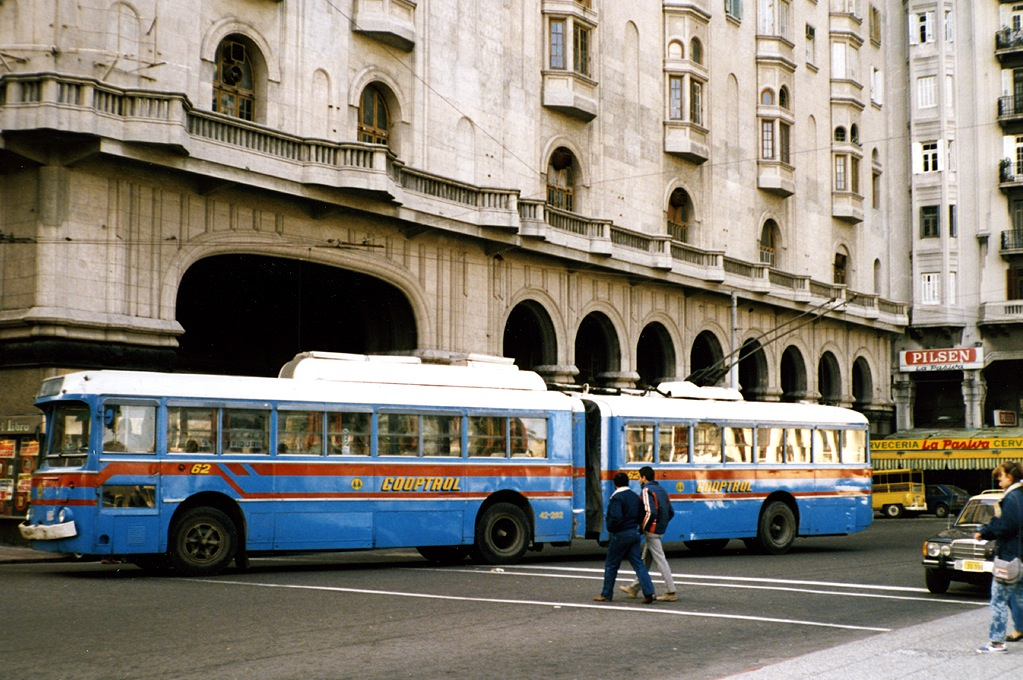
Trolebús Ansaldo articulado, sobre la Plaza Independencia

La flota heredada por su predecesora estaba compuesta por setenta y dos trolebuses Ansaldo San Giorgio, traídos directamente desde Italia en el año 1963. De estos, cincuenta eran trolebuses simples, veinte eran articulados y dos modificados,  coches articulados que habían sido transformados en simples. Poseía también diez autobuses Leyland. 
La falta de mantenimiento y de disponibilidad de repuestos hizo que en los años ochenta la cantidad de coches en servicio fuera muy baja. A fines de esta década se anunció la intención de adquirir un total de cuarenta nuevas unidades brasileras, es así que en carácter de prueba en el año 1981 ingresa a nuestro país un trolebús brasileño marca Scania con carrocería Ciferal del modelo Amazonas, era la unidad 7010 de la Compañía Municipal de Transportes Colectivos de São Paulo, circuló por 90 días por todas las líneas para volver a Brasil debido a la no posibilidad de acceder a la compra.
Para ese entonces la situación económica de las cooperativas de transporte no era muy buena y a la vez se hacía necesaria la renovación de flotas y el mantenimiento de líneas aéreas que eran de propiedad municipal y que debían ser mantenidas por la cooperativa, el desgaste de las líneas aéreas, las columnas, muchas de ellas desde la época  de los tranvías, la suspensión de desvíos y cruces de líneas, unido a la caída de líneas aéreas en algún sector por falla de las riendas de acero que las unían a las columnas fueron conspirando contra el transporte eléctrico haciéndolo lento e ineficiente.
Para 1988 se anuncia la adquisición de trolebuses de origen soviéticos con el aval del Banco República, negocio que se concretaría en una visita del presidente Julio María Sanguinetti en una gira a la Unión Soviética - que obviamente no se concretó. Ya dentro de la Intendencia Municipal de Montevideo comenzaba a hablarse de la posible disolución del transporte eléctrico de Montevideo.

## Líneas
| Línea | Tipo     | Recorrido                        | Absorbida por |
| ----- | -------- | -------------------------------- | ------------- |
| 4     | Trolebús | Aduana - Punta de Rieles         | CUTCSA        |
| 60    | Trolebús | Aduana - Malvin (por Rivera)     | CUTCSA        |
| 62    | Trolebús | Aduana - Pocitos                 | CUTCSA        |
| 64    | Trolebús | Aduana - Malvin (por Av. Italia) | CUTCSA        |

Esas líneas pasaron a ser operadas por la compañía CUTCSA.

## Disolución
En octubre de 1991 el director de Tránsito y Transporte de la Intendencia de Montevideo Victor Rossi anunciaba el cese de los trolebuses para un plazo de 60 días.
El domingo 26 de enero de 1992 cuando se comunica el cese de los servicios, e inmediatamente se realizó una caravana de despedida de varios trolebuses recorriendo las diferentes líneas con el coche 29 a la cabeza embanderado y despidiéndose con su bocina, arrancando los más diversos comentarios entre el público, pero sobre todo de tristeza. Es así que sobre las 22 horas, arriba el último coche a la Estación Buceo, el coche 44, lleno de entusiastas del transporte y con la bajada de los trolebuses de dicho coche se cerró una época para Montevideo y para el transporte eléctrico en sí.
Luego del cese de sus servicios, el 13 de febrero de 1992 el Gobierno Departamental convocó a una licitación para adjudicar las líneas de la cooperativa, y el 10 de abril de ese año fueron adjudicadas a la compañía Cutcsa. 

El 14 de setiembre de 1992 fueron rematados judicialmente todos los bienes de la desaparecida cooperativa, incluyendo a los trolebuses.

### Actualidad
En la actualidad,  instituciones dedicadas a la preservación de la historia del transporte, como la Asociación Montevideana de Entusiastas del Transporte (AMDET) y el Equipo Recopilador Histórico del Transporte (Erhitran) son quienes están abocadas a reconstruir, conservar y exponer la historia de los trolebuses.  
La Asociación Montevideana de Entusiastas del Transporte, realizó la restauración y conserva un trolebús Alfa Romeo y un Ansaldo San Giorgio, que había pertenecido a la Cooperativa de Trolebuses bajo la numeración de 29. 